# Videodrom
Videodrom (von dem Film Videodrome von David Cronenberg abgeleitet) ist das dritte Studioalbum der deutschen Metalcore-Band Callejon. Es erschien weltweit am 3. April 2010.

## Musikstil
Wie das Vorgängeralbum von Callejon enthält auch dieses Album Melodien, die verschiedene Songs einleiten, wie zum Beispiel VI auf Videodrom oder O auf Mondfinsternis. Im Album Videodrom sind wie im Vorgängeralbum Zombieactionhauptquartier, schnell gespielte Gitarrenriffs, gutturaler Gesang und harte Sounds durch Bass und Schlagzeug vorhanden.

## Inhalt

### Titelliste
1. VI – 1:54
2. Videodrom – 3:35
3. Kinder der Nacht – 3:25
4. Lass mich gehen! – 3:51
5. DE – 0:52
6. Immergrün – 3:14
7. Dein Leben schläft – 4:03
8. O – 0:41
9. Mondfinsternis – 4:34
10. Dieses Lied macht betroffen – 3:01
11. Sexmachine –
12. DROM – 1:10
13. Mein Stein – 3:16
14. Sommer, Liebe, Kokain – 4:26
15. Gott ist Tot – 8:31

### Singles und Musikvideos
Mit der Single Sommer, Liebe, Kokain wurden nochmal Akzente für das neue Album gesetzt. Zu der Single und dem Song Kinder der Nacht wurden Musikvideos produziert, in denen man Callejon Lieder spielen sieht. Im Video Kinder der Nacht sind die fünf Mitglieder von Callejon mit Clownsbemalung in den Farben Schwarz und Weiß dargestellt, in deren Gesichtern verschiedene Muster abgebildet sind. Im Video der Single Sommer, Liebe, Kokain wird Callejon in einem Studio gezeigt, während sie den Song spielen. Zwischendurch taucht immer wieder eine Art Mensch/Roboter auf, der im Laufe des Videos mehr und mehr aktiv wird und das Studio mit Laserstrahlen zerstört. In beiden Videos wird viel mit Lichteffekten und schnellem Bilderwechsel gespielt.

## Rezeption
Das Album stand in Deutschland 1 Woche in den Top 50 auf Platz 31 der Albumcharts und wurde von vielen Kritikern gut bewertet. Andreas Schulz schrieb in seiner Rezension: Und so fühlt man sich bei Hits wie "Kinder der Nacht" oder dem Titeltrack entweder zum wilden Moshen oder zum Mitsingen der Singalong-Refrains genötigt. Einen ganzen Zacken an Härte legen die Jungs dann nochmal in "Immergrün" oder dem auch textlich derberen "Sexmachine" zu, im Gegensatz dazu stehen ruhigere, melancholische Tracks wie "Mondfinsternis" (inklusive "Ohohoh"-Chören) oder der dynamische Rauswerfer "Gott ist tot". Mit kreativem Wortwitz überzeugen "Dieses Lied macht betroffen" oder das mit dem Vorwurf der Kommerzialisierung abrechnende "Sommer, Liebe, Kokain". Und trotz der etwas grellen Farbgebung ist auch das Albumcover um einiges gelungener, als beim Vorgänger "Zombieactionhauptquartier".
Das Blogspanagazine schreibt: "Callejon bedeutet aus dem Spanischen übersetzt “Gasse”, doch dort landen die vier Mitglieder der gleichnamigen Metalcore-Band nicht. Vielmehr stürmen sie von null auf zwei in die deutschen Newcomercharts – und sind mit “Videodrom” die höchsten Neueinsteiger der Woche (14. April 2010).".